# Assane Ndiaye (taekwondo)
Assane Ndiaye es un deportista marfileño que compitió en taekwondo. Ganó una medalla de bronce en los Juegos Panafricanos de 1991 en la categoría de –54 kg.

## Palmarés internacional
| Juegos Panafricanos | Juegos Panafricanos | Juegos Panafricanos | Juegos Panafricanos |
| Año                 | Lugar               | Medalla             | Categoría           |
| ------------------- | ------------------- | ------------------- | ------------------- |
| 1991                | El Cairo (Egipto)   | Medalla de bronce   | –54 kg              |